# Arteria pudenda externa profunda
La arteria pudenda externa profunda es una arteria que se origina en la arteria femoral.

## Trayecto y distribución
Situada más profundamente que la arteria pudenda externa superficial, discurre medialmente cruzando los músculos pectíneo y aductor largo; está cubierta por la fascia lata, a la que perfora en la parte medial del muslo, y se distribuye, en el hombre, hacia el integumento del escroto y el periné, y, en la mujer, hacia el labio mayor; sus ramas se anastomosan con las escrotales posteriores (o labiales posteriores) de la arteria perineal.
Se anastomosa durante su trayecto con la arteria obturatriz, la arteria cremastérica y la arteria pudenda externa superficial, terminando junto con esta última en el escroto en el hombre y en los labios mayores en la mujer.

## Ramas
Según la Terminología Anatómica, emite las siguientes ramas:
A12.2.16.015 Ramas labiales anteriores de la arteria pudenda externa profunda (rami labiales anteriores arteriae pudendae externae profundae) (♀)
A12.2.16.015 Ramas escrotales anteriores de la arteria pudenda externa profunda (rami scrotales anteriores arteriae pudendae externae profundae) (♂)
A12.2.16.016 Ramas inguinales de la arteria pudenda externa profunda (rami inguinales arteriae pudendae externae profundae)

## Imágenes adicionales

Esquema de las arterias del muslo y la rodilla.